# Neue Slowenische Kunst
Le Neue Slowenische Kunst (« Nouvel Art Slovène » en allemand), souvent raccourci en NSK, est un collectif d'art politique slovène. Apparu en 1984, il est connu pour son esthétique inspirée des régimes totalitaires et des mouvements nationalistes. 

## Composition
Le NSK est une entité regroupant sous le même nom générique plusieurs groupes d'artistes slovènes :
- Laibach, groupe de musique industrielle à la notoriété internationale (fondé en 1980) ;
- Noordung (en) ou Noordung Cosmokinetic Cabinet, troupe de théâtre (fondé en 1983) ;
- IRWIN, collectif d'artistes peintres (fondé en 1984) ;
- Novi Kolektivizem (NK) (Nouveau collectivisme), studio de graphisme (affiches et propagande) ;
- Le "Département de philosophie pure et pratique", théories, avec lequel est associé le philosophe Slavoj Žižek.

## Œuvres
Les œuvres NSK sont inspirées par l'esthétique des régimes totalitaires et des mouvements extrémistes et nationalistes. Les artistes NSK se réapproprient souvent les aspects du « kitsch totalitaire », dans un style marqué par l'influence dadaïste, juxtaposant souvent ensemble les symboles d'idéologies politiques opposées.
Par exemple, une affiche du NSK de 1987 créa un scandale en remportant le concours pour la célébration yougoslave du Jour de la jeunesse (et la naissance de l'ancien président Tito) : l'affiche du NSK reprenait une affiche des années 1930 de l'artiste nazi Richard Klein (en), remplaçant simplement les symboles nazis (drapeau, aigle) par les symboles du socialisme.

## Micronation
En 1991 se constitue « l'État NSK », une micronation, un « état dans le temps, état sans territoire physique et sans frontières nationales, état d'esprit ». Cette entité, non reconnue par la Communauté internationale, délivre des documents officiels, notamment des passeports, et, le temps de performances artistiques, déclare certains lieux territoires de l'État NSK. Durant le siège de Sarajevo (1992-1996), les passeports NSK auraient permis à plusieurs centaines de personnes de fuir la ville.
Cette entité maintient des « ambassades » dans différents pays d'Europe.
Depuis le Premier Congrès des Citoyens du NSK qui se déroula du 21 au 23 octobre 2010 à la Haus der Kulturen der Welt à Berlin, où 32 citoyens délégués venus des quatre coins du monde (Israël, Europe, États-Unis, Nouvelle-Zélande, Nigeria, etc.), encadrés par 4 modérateurs, se réunirent pour établir les bases d'un État global ayant l'art comme axe central ; des actions concrètes sont entreprises, et c'est ainsi que le premier « NSK Rendez-Vous » a eu lieu à Lyon, le 25 janvier 2011, autour d'une conférence d'Alexei Monroe. Ce dernier a notamment pu revenir sur les critères de citoyenneté, l'histoire et le but du NSK et de Laibach, apportant un éclaircissement non négligeable sur leurs positions philosophiques, politiques, et artistiques au cours d'une longue interview pour le Captain Spaulding's Bizarre Freaky Circus (en), l'émission de Rob Zombie. Un autre « NSK Rendez-Vous » a eu lieu le mois suivant, cette fois-ci à Londres, où les citoyens du NSK ont pu se réunir pour réfléchir à l'avenir de l'État virtuel.
En 2017, NSK a ouvert un pavillon à la Biennale de Venise faisant déclarer, lors de son inauguration, au philosophe et ambassadeur Slavoj Žižek que « l'unicité de NSK réside dans l'idée d'un "état sans état" ».

### Expositions
- Scandale de l'affiche, 20 ans après, Musée national d'histoire contemporaine, Ljubljana, 2007
- NSK from Kapital to Capital, Neue Slowenische Kunst, An event of the Final Decade of Yugoslavia, Musée national centre d'art Reina Sofía, Madrid, du 28 juin 2017 au 8 janvier 2018.

### Filmographie
- Sarajevo: State in Time, 2019